# Aruba en los Juegos Olímpicos de la Juventud 2018
Aruba compitió en los Juegos Olímpicos de la Juventud 2018 en Buenos Aires, Argentina, celebrados entre el 6 y el 18 de octubre de 2018. Su delegación estuvo conformada por siete atletas y no logró ganar medallas en los juegos.

## Medallero
| Medalla       | Oro | Plata | Bronce | Total |
| ------------- | --- | ----- | ------ | ----- |
| Total oficial | 0   | 0     | 0      | 0     |

## Disciplinas

### Voleibol playa
Aruba calificó a un equipo femenino y a un equipo masculino en función de su desempeño en el Campeonato Zona 201 de CAZOVA 2018.
- Torneo masculino – 1 equipo de 2 atletas
- Torneo femenino – 1 equipo de 2 atletas